# وي هوي
وي هوي (بالصينية: 卫慧) (1973، نينغبو في الصين)؛ كاتِبة، سيناريست وروائية صينية. درست في جامعة فودان.